# An Thái, Phú Giáo
An Thái là một xã thuộc huyện Phú Giáo, tỉnh Bình Dương, Việt Nam.

## Địa lý
Xã An Thái có vị trí địa lý:
- Phía đông, tây và bắc giáp tỉnh Bình Phước
- Phía nam giáp các xã An Long An Linh, Tân Hiệp, Phước Sang.

Xã An Thái có diện tích 65,01 km², dân số năm 2021 là 4.542 người, mật độ dân số đạt 70 người/km².

## Hành chính
Xã An Thái được chia thành 6 ấp: 4, 5, Phú Thịnh I, Phú Thịnh II, Tân Bình, Tân Thái.

## Lịch sử
Ngày 17 tháng 11 năm 2004, Chính phủ ban hành Nghị định 190/2004/NĐ-CP về việc thành lập xã An Thái trên cơ sở 6.471 ha diện tích tự nhiên và 3.794 nhân khẩu của xã An Linh.